# どっかん!
『どっかん!』は、原作：滝直毅、作画：能田茂、プロデュース：本宮ひろ志による日本の漫画作品。『週刊ヤングジャンプ』（集英社・2001年24号～2002年45号）にて連載され、後にコミック（全6巻）として出版された。

## 概要
元甲子園優勝球児のメジャーリーガーが突如現役引退して帰国し、地元の市長となり自主独立と自己責任を政治理念に掲げ、国の補助金拒否、行政機構の株式会社化、税金撤廃、フリーポート設置、地域通貨発行、カジノ構想など、常人には想像もつかないような政策を提案していく。

## 登場人物

### 南房市政
天河 良平（てんか りょうへい）
地元南房市で市長選に立候補し当選、25歳で市長となる。甲子園優勝球児で、メジャーリーグのワールドシリーズでMVPになった経験を持つ。高校時代の同級生でチームメイトだった8人も、市長選と同時に行なわれた南房市議選に出馬し、全員当選している。
栗本 左京（くりもと さきょう）
天河の参謀。明晰な頭脳と政財界のパイプを持つ。支倉清十郎の妾腹の子。
瀬戸 乙葉（せと おとは）
天河の秘書。かつて右京の女だった。
大野 権造（おおの ごんぞう）
南房市長だったが、市長選挙で天河に敗北。
天河 正由（てんか まさよし）
南房市の漁業経営者。バブル時代にリゾート開発反対派として市長選に立候補したが敗れた。その後、航海中に死亡。良平の父親。
和田 太郎（わだたろう）
南房市議会議院。最大派閥「政和会」に所属。

### 地方政界
支倉 右京（はせくら うきょう）
千葉県議会議員。円堂月の御曹司。
大門（だいもん）
千葉県知事。名は康成。
川又（かわまた）
東南房市長。南房市合併について撤回してきた。岳父は衆議院議員。
石倉 新太郎（いしくら しんたろう）
東京都知事。地方自治体のカジノ構想に賛成している。

### 中央政界
支倉 清十郎（はせくら せいじゅうろう）
南房市選出の衆議院議員。円堂月総帥。千葉県財界の重鎮。
亀井戸 清太郎（かめいど せいたろう）
元警察庁長官の衆議院議員。守旧派と目されている。
泉 純一郎（いずみ じゅんいちろう）
首相。構造改革の先鞭として天河を支持。

### 官僚
三島 英雄（みしま ひでお）
警察庁警備局次長。
戸田 豊（とだ ゆたか）
南房市警察署署長。
岸辺（きしべ）
千葉県警本部長。準キャリとして上層部におべっかを使いながら出世し、部下には権威を傘に無茶を押し付けている。
陸奥 大吉（むつ だいきち）
東京検察庁検事正。

### その他
鍋常（なべつね）
東京ガリバーズのオーナー。南房市での東京ガリバーズと天河の野球チームとの親善試合及び試合敗北による10年間の南房市での春キャンプをしぶしぶ受け入れる。
朽木 周治（くちき しゅうじ）
暴力団「神戸集英組」組長の使い。
三枝 治郎（さえぐさ じろう）
暴力団「神戸集英組」組長。
三枝 郁子（さえぐさ いくこ）
暴力団「神戸集英組」組長。天河と婚約する。
神 竜昇（じん りゅうしょう）
パチンコ最大手「丸神」会長。
今 正義（こん まさよし）
IT界の寵児。兜町の乗っ取り王。天河のリート構想やカジノ構想に全面的に賛成している。警察庁の財団法人「公益政策審議会」理事長。
ショーン・アイゼンバーグ
投資ファンド「アイゼンバーグ・アジア・ファンド」CEO。

## 南房市
千葉県の市の一つ。たいした産業もない。人口は2万人台。
平成12年度予算は83億3867万2298円、市税は30億9137万6679円、市税を含む自主財源は全体の41.9%である。市役所職員は291人。
選挙では実弾戦が名物とされ、市長選挙は40年間無風であった。